# Vera Rossakoff
Vera Rossakoff orosz grófnő szereplő Agatha Christie több művében. Egyik legismertebb alakítója Tasha de Vasconcelos és Kika Markham volt.
Érdekesség, hogy ő mint ékszertolvaj az egyetlen nő, aki hatást tett a híres belga nyomozóra, Hercule Poirot-ra. Először A titokzatos négyesben (1927) bukkan fel, akkor még mint Poirot segítője, James Japp főfelügyelő és Arthur Hastings mellett. Utoljára a Kettős bűnjelben (1974) találkozhatunk vele, mint tönkrement orosz grófnővel, akinek ékszerrabláshoz kell folyamodnia, hogy fenntartsa magát. Poirot hamar rájön az átverésre, de nem szól senkinek, nehogy szíve hölgyét elvigye a rendőrség. Végül kénytelen volt a szerelme miatt hazudni a hatóságoknak, hogy Rossakoff grófnő szabadon elmehessen. Ezt az esetet Poirot Hastings fantáziájára bízta, aki (mint mindig) most is tévúton járt.
Érdekességnek számít még az is, hogy amikor Poirot a Függönyben (1975) arra biztatja Hastings lányát, hogy házasodjon meg, akkor Hastings felemlegeti Poirot-nak a grófnőt.
Szerepel a következő regény(ek)ben:
- A titokzatos négyes (1927)

A következő novellá(k)ban:
- Cerberus foglyul ejtése (1947)
- A kettős bűnjel (1974)